# NGC 4865
NGC 4865 est une galaxie elliptique (lenticulaire ?) située dans la constellation de la Chevelure de Bérénice. Sa vitesse par rapport au fond diffus cosmologique est de 4 848 ± 19 km/s, ce qui correspond à une distance de Hubble de 71,5 ± 5,0 Mpc (∼233 millions d'al). NGC 4865 a été découverte par l'astronome prussien Heinrich Louis d'Arrest en 1865.
À ce jour, cinq mesures non basées sur le décalage vers le rouge redshift) donnent une distance de 81,580 ± 20,337 Mpc (∼266 millions d'al), ce qui est à l'intérieur des valeurs de la distance de Hubble. Notons cependant que c'est avec la valeur moyenne des mesures indépendantes, lorsqu'elles existent, que la base de données NASA/IPAC calcule le diamètre d'une galaxie et qu'en conséquence le diamètre de NGC 4865 pourrait être d'environ 27,0 kpc (∼88 100 al) si on utilisait la distance de Hubble pour le calculer.
La désignation DRCG 27-179 est utilisée par Wolfgang Steinicke pour indiquer que cette galaxie figure au catalogue des amas galactiques d'Alan Dressler. Les nombres 27 et 179 indiquent respectivement que c'est le 27e amas de la liste, soit Abell 1656 (l'amas de la Chevelure de Bérénice), et la 179e galaxie de cette liste. Cette même galaxie est aussi désignée par ABELL 1656:[D80] 179 par la base de données NASA/IPAC, ce qui est équivalent. Dressler indique que NGC 4865 est une galaxie lenticulaire de type S0.